# Molophilus (Molophilus) psephenus
Molophilus (Molophilus) psephenus is een tweevleugelige uit de familie steltmuggen (Limoniidae). De soort komt voor in het Australaziatisch gebied.